# Se sei così ti dico sì
Se sei così ti dico sì è un film del 2011, diretto da Eugenio Cappuccio, con protagonisti Emilio Solfrizzi e Belén Rodríguez.

## Trama
Piero Cicala è un ex cantante quasi sessantenne che ha avuto un solo grande successo musicale all'inizio degli anni ottanta, con la canzone Io, te e il mare, composta con i suoi due migliori amici di allora e che ha venduto oltre settecentomila copie. La fortuna fatta grazie a questo successo è stata però dilapidata da Cicala che, dopo aver comprato un ristorante a Savelletri, lo ha perso nella causa di divorzio contro la moglie.
Finito in breve tempo nel dimenticatoio, frustrato anche nelle sue ambizioni di proporre nuove canzoni, Piero Cicala si è quindi accontentato di una vita modesta come cuoco in quello che era il suo ristorante, ora di proprietà della ex moglie e dove lavora anche il giovane orfano di uno degli amici dell'originale trio.
Il grigiore della vita di Cicala viene però interrotto quando il suo ex-agente invia un emissario che gli propone di esibirsi con il suo cavallo di battaglia nella trasmissione televisiva I migliori anni condotta da Carlo Conti. Inizialmente restio a partecipare, anche perché scoraggiato dalle critiche della ex moglie Marta, Piero si rende conto che la sua partecipazione potrebbe essere una svolta nella sua vita.
Invitato a Roma per partecipare alla trasmissione, Piero alloggia nello stesso albergo di Talita Cortès, diva argentina in Italia per promuovere un nuovo profumo. La Cortès crede erroneamente che Cicala sia un cantante ancora in auge, e per una serie di circostanze i due vengono immortalati dai paparazzi, che credono che Cicala sia la nuova fiamma della diva sudamericana.
Nella trasmissione TV Piero tenta di cantare una sua canzone meno nota, ma la regia interrompe la sua esibizione. Piero canta quindi Io, te e il mare, riscuotendo grande successo.
Anche Talita Cortes segue l'esibizione di Piero e decide di portarlo con sé a New York per partecipare a una festa. Alla serata di festa l'ambiente mondano e altolocato non apprezza la musica di Piero, che decide quindi di tentare con quello che è sempre stato il suo brano preferito e fino ad allora sfortunato. Al pianoforte intona Amami di più, il successo è enorme.
Al ritorno a Savelletri, Cicala conosce una nuova notorietà, seppur locale, e decide di ricominciare ad esibirsi come cantante con l'unico amico rimasto dell'originario trio, e il figlio dell'altro; tutti adesso più maturi, pronti a suonare per il puro piacere di farlo, e non per l'ambizione del successo ad ogni costo.

## Produzione
Il film, distribuito da Medusa Film, è stato prodotto con il contributo di Apulia Film Commission. La pellicola è stata girata in Puglia (Savelletri, frazione di Fasano) dal 4 al 23 ottobre 2010, e poi a Roma e Houston. Eugenio Cappuccio ha scelto per la colonna sonora il giovane compositore barese Francesco Cerasi (dopo Volevo solo dormirle addosso e Uno su due).
Il locale di Piero Cicala, che nella realtà si chiamava "Da Vincenzo" prima che vi fosse girato il film, ha conservato anche dopo le riprese il nome inventato dagli sceneggiatori e oggi si chiama infatti "Al Polpo Re".

## Distribuzione
Il film è uscito nelle sale italiane il 15 aprile 2011.

## Incassi
Ha incassato complessivamente 481000 €.

## Riconoscimenti
Il film ha ricevuto due candidature ai Nastri d'argento: migliore attore protagonista (Emilio Solfrizzi) e migliore canzone originale (Amami di più di Francesco Cerasi, Emilio Solfrizzi e Alessio Bonomo cantata dallo stesso Solfrizzi) vincendo l'ultima citata.. All'Ischia Film Festival 2011, Eugenio Cappuccio ha ricevuto il Premio Castello Aragonese per la Regia.